# Marble Hall
Marble Hall este un oraș din Africa de Sud.